# فلاستيميل بوبنيك
فلاستيميل بوبنيك، (18 مارس 1931 - 6 يناير 2015)، لاعب كرة قدم تشيكوسلوفاكي سابق، ولاعب هوكي تشيكوسلوفاكي سابق.
لعب مع منتخب تشيكوسلوفاكيا لكرة القدم 11 مباراة وسجل 4 أهداف.

## روابط خارجية
- فلاستيميل بوبنيك على موقع الاتحاد الدولي (مؤرشف)  (الإنجليزية)
- فلاستيميل بوبنيك على موقع الاتحاد الأوربي (الإنجليزية)
- فلاستيميل بوبنيك على موقع الاتحاد التشيكي (الإنجليزية)
- فلاستيميل بوبنيك على موقع قاعدة بيانات كرة القدم.إي يو (الإنجليزية)
- فلاستيميل بوبنيك على موقع ناشيونال فوتبول تيمز (الإنجليزية)
- فلاستيميل بوبنيك على موقع EliteProspects.com (الإنجليزية)
- فلاستيميل بوبنيك على موقع اللجنة الأولمبية الدولية (الإنجليزية)
- فلاستيميل بوبنيك على موقع أوليمبيديا (الإنجليزية)
- فلاستيميل بوبنيك على موقع اللجنة الأولمبية التشيكية (التشيكية)